# Hadruroides bustamantei
Espèce
Hadruroides bustamantei est une espèce de scorpions de la famille des Caraboctonidae.

## Distribution
Cette espèce est endémique du Pérou. Elle se rencontre dans les régions d'Ayacucho et de Huancavelica de 2 600 à 3 379 m d'altitude.

## Description
Le mâle holotype mesure 49,5 mm et la femelle paratype 44,8 mm, Les mâles mesurent de 44,0 à 49,5 mm et les femelles jusqu'à 47,6 mm.

## Étymologie
Cette espèce est nommée en l'honneur de Javier Bustamante.

## Publication originale
- Ochoa & Chaparro, 2008 : Nueva especie de escorpión del género Hadruroides (Scorpiones: Caraboctoninae) de los valles interandinos de Perú. Revista Peruana de Biologia, vol. 15, no 1, p. 5-10 (texte intégral).